# Eddie Hall
Edward Stephen Hall (nacido el 15 de enero de 1988) es un presentador de televisión, actor, forzudo retirado y boxeador inglés. Hall fue el ganador de la competencia El hombre más fuerte del mundo de 2017. Hall también ha ganado concursos nacionales como el hombre más fuerte del Reino Unido, el hombre más fuerte de Gran Bretaña y el hombre más fuerte de Inglaterra varias veces.
Hall es más conocido por su récord mundial de peso muerto de 500 kg, que estableció en 2016. Este récord se mantuvo durante casi cuatro años y es ampliamente considerado como uno de los levantamientos más importantes en la historia de los forzudos.
El 19 de marzo de 2022, Hall se enfrentó a Hafþór Júlíus Björnsson en Dubái, en un combate de boxeo de la categoría de peso titán que se calificó como el combate más pesado de la historia. También ha presentado su propia serie de televisión de comida "Eddie Eats America". Fue seleccionado para su primer papel como actor en la película Expend4bles del 2023.

## Primeros años
Edward Stephen Hall nació en Newcastle-under-Lyme el 15 de enero de 1988. Cuando era adolescente, fue un exitoso nadador competitivo. Asistió a la Academia Clayton Hall, pero fue expulsado a la edad de 15 años. Poco después, comenzó la educación en el hogar. En 2008, comenzó a trabajar como mecánico de automóviles en Market Drayton. Compitió como culturista y entró en el circuito de forzudos, después de haber hecho una competencia en el gimnasio Iceman en Stoke-on-Trent.

## Carrera

### Forzudo
En 2010, Dave Meer de Tamworth tuvo que abandonar los campeonatos de Inglaterra organizados por Elite Strongman debido a una lesión. Hizo arreglos para que Hall pudiera tomar su lugar, lo que llevó a Hall a llegar a la final de 2010 y ganar en su primer intento por medio punto.
Hall terminó primero en la competición Hombre más fuerte del Reino Unido de 2011 en Belfast, con Ken Nowicki en segundo lugar y Rich Smith en tercero. Su victoria se vio favorecida por establecer un nuevo récord nacional en el "Viking Hold", aferrándose a hachas de 20 kg en cada mano en estiramiento completo durante un minuto y 18 segundos. Hall se desgarró los tendones de un brazo durante la competencia, pero tenía la esperanza de obtener un lugar en el Hombre más fuerte del mundo en septiembre. Sin embargo, su clasificación mejorada solo podía garantizar un lugar para 2012, y no compitió en WSM en 2011. Ganar el título del Reino Unido significó que Hall se convirtió en la primera opción para reemplazar a Jono MacFarlane de Nueva Zelanda en el evento Giants Live Melbourne en febrero de 2012, cuando este último sufrió una lesión en la espalda. Ocupó el cuarto lugar en su primera prueba de competencia internacional. Posteriormente, en abril de 2012, fue invitado a competir en el Hombre más fuerte de Europa, otro evento de Giants Live. Esto se llevó a cabo en el Headingley Carnegie Stadium, sede del equipo de la liga de rugby Leeds Rhinos y Hall compitió junto a seis de los diez finalistas del Hombre más fuerte del mundo de 2011, incluido el dos veces Hombre más fuerte, Žydrūnas Savickas. Hall terminó en octavo lugar.
En 2012, Hall compitió en la competición El hombre más fuerte del mundo, pero no avanzó más allá de su grupo de clasificación. En abril de 2013, Hall no logró calificar para El hombre más fuerte de Europa 2013. Sin embargo, se le dio una segunda oportunidad cuando Ervin Katona se vio obligado a retirarse debido a una lesión. Hall compitió en su lugar y quedó en octavo lugar. En abril, Hall también apareció en el programa Watchdog de BBC One, quien solicitó su ayuda para evaluar incluso a los conductores más fuertes en circunstancias específicas. Hall compitió en la competencia El hombre más fuerte del mundo de 2013 más tarde ese año, ganó dos eventos en su serie pero se perdió por poco la clasificación para la final.
En 2014, Hall llegó a la final por primera vez, quedando segundo en el evento Squat Lift y finalmente terminando sexto. En marzo de 2015, Hall logró el récord mundial por levantar el peso de 462 kg en el peso muerto.
En abril de 2015, terminó cuarto en el Hombre más fuerte del mundo, una mejora de dos lugares con respecto al año anterior. En diciembre de 2015, se estrenó un documental sobre Hall, titulado Eddie: Strongman. La película, dirigida por Matt Bell y producida por Tom Swanston, sigue a Hall durante dos años en su lucha por convertirse en el hombre más fuerte del mundo. 
En marzo de 2016, logró un nuevo récord mundial de peso muerto con barra de elefante en el Arnold Strongman Classic, al levantar 465 kg. En julio de 2016, Hall estableció un nuevo récord mundial en peso muerto convencional bajo las reglas de forzudo (barra estándar con correas en forma de 8 y traje de varias capas) con un levantamiento de 500 kg en el Campeonato Mundial de Peso Muerto superando el récord mundial de 465 kg que previamente compartió con Jerry Pritchett y Benedikt Magnússon ese mismo día. El levantamineto de 500 kg hizo que Hall sangrara por los oídos y las fosas nasales, y lo dejó temporalmente ciego antes de desmayarse en el suelo. El récord se mantuvo durante 3 años y 9 meses hasta el 2 de mayo de 2020, cuando lo batió Hafþór Júlíus Björnsson con el récord mundial actual de 501 kg en la serie World's Ultimate Strongman Feats of Strength.
Hall fue el ganador de la competición El hombre más fuerte del mundo 2017 y anunció su intención de retirarse de Hombre más fuerte del mundo y regresar a las competiciones de menor peso después de expresar preocupaciones relacionadas con la salud. En 2018, Hall apareció en el programa Celebs In Solitary de Channel 5, donde intentó pasar cinco días en régimen de aislamiento. En 2019, Hall presentó la serie web de SPORTbible Beasted! donde él, junto con Luke Fullbrook y Chris Peil, ayudaron a guiar a ocho hombres a través de planes de ejercicio y dietas para mejorar su condición física.

### Boxeo
Hall comenzó su carrera en el boxeo profesional en 2020 cuando su rival Hafþór Júlíus Björnsson lo desafió después de romper el récord mundial de peso muerto. Respondió con confianza: "Voy a entrenar más duro, comer más duro, dormir más duro y recuperarme más fuerte" en medio de haber boxeado antes y con su experiencia en natación, afirmando niveles superiores de cardio y resistencia. Incorporó muchos golpes explosivos, máquinas de boxeo y muchos atletas, incluido el gimnasta Nile Wilson, la estrella del pop Peter Andre y sus compañeros de entrenamiento tan fuerte como pudo. El extenso régimen de entrenamiento de Hall también incorporó una gran cantidad de press de banca, sentadillas, peso muerto, golpes con balón medicinal y burpees.
El 19 de marzo de 2022, Hall se enfrentó a Björnsson en Dubái, en un combate de boxeo de la categoría de peso titán que se calificó como el combate más pesado de la historia. Hall tomó lo mejor de las primeras rondas y logró derribar a Björnsson mientras lo golpeaba contra las cuerdas al comienzo de la segunda ronda. Pero Björnsson golpeó a Hall y lo derribó dos veces al suelo en las rondas tres y seis. Hall sufrió laceraciones sangrantes en la parte superior de ambos ojos y perdió por decisión unánime con los tres jueces anotando la pelea 57-54 a favor de Björnsson. La postura de boxeo de Hall durante la pelea (especialmente a partir del cuarto asalto) atrajo mucha atención debido a su singularidad, ya que se mantuvo inclinándose claramente hacia el lado derecho imitando el movimiento natural de un Cangrejo violinista, tratando de negar la ventaja de alcance y altura de Bjornsson.
El 20 de abril de 2022, Hall se hizo un tatuaje en el pie que decía "El hombre más fuerte del mundo: Hafthor Julius Bjornsson" para conmemorar la pelea y su derrota.

## Vida personal
Hall está casado con Alexandra, dueña de una barbería en Trent Vale, con quien tiene un hijo llamado Maximus y que actualmente está embarazada de su segundo hijo. Hall también tiene una hija llamada Layla de una pareja anterior.

## Records personales
Competiciones:
- Peso muerto (barra estándar con correas en forma de 8 y traje multicapa) – 500 kilogramos (1102 lb) (Campeonato mundial de peso muerto de 2016/ El hombre más fuerte de Europa) (antiguo récord mundial)[32]
- Rogue Elephant Bar Deadlift (con correas en forma de 8 y sin traje) – 465 kilogramos (1025 lb) (2016 Arnold Strongman Classic) (antiguo récord mundial)[14]
- Peso muerto raw: 360 kilogramos (794 lb) (sin traje ni tirantes) (El hombre más fuerte del Reino Unido de 2013)
- Prensa de eje: 216 kilogramos (476 lb) (El hombre más fuerte de Europa de 2017) (antiguo récord mundial)
- Prensa de troncos: 213 kilogramos (470 lb) (El hombre más fuerte de Europa de 2018)
- Press de circo con mancuernas: 100 kilogramos (220 lb) x 4 repeticiones (El hombre más fuerte de Gran Bretaña de 2014), 124 kilogramos (273 lb) Cyr Dumbbell x 1 repetición (2015 Arnold Strongman Classic)
- Lanzamiento de barriles: 6 barriles (18–22,5 kg) a más de 4,90 metros en 60,00 segundos (El hombre más fuerte del mundo de 2014)
- Levantamiento de piedras: 5 piedras (juego pesado) 120–200 kg (264–441 lb) en 23,81 segundos (El hombre más fuerte de Europa de 2017), 5 piedras (juego ligero) 100–180 kg (220–397 lb) en 17,94 segundos (El hombre más fuerte de Gran Bretaña de 2016)
- Piedra Húsafell (réplica) – 186 kilogramos (410 lb) por 27,15 metros (el hombre más fuerte del Reino Unido de 2013)
- Bate Tote (Super Yoke) – 680 kilogramos (1499 lb) a 2,67 metros (Arnold Strongman Classic de 2015)
- CrossFit Isabel – 60 kilogramos (132 lb) por 30 repeticiones en 50,9 segundos (Campeonatos de Europa CrossFit de 2019) (récord mundial)

Entrenamiento:
- Sentadilla: 405 kilogramos (893 lb) (raw con envolturas)[33]
- Sentadilla con barra larga: 345 kilogramos (761 lb) por 8 repeticiones (barra de 8 pies)
- Sentadilla con barra de seguridad: 360 kilogramos (794 lb) por 6 repeticiones
- Press de banca: 300 kilogramos (661 lb) (equipado), 280 kilogramos (617 lb) (raw / con coderas)
- Press de banca para repeticiones: 265 kilogramos (584 lb) por 6 repeticiones (barra de 8 pies),[34] 225 kilogramos (496 lb) por 10 repeticiones (barra de 8 pies)
- Press de banca inclinado: 260 kilogramos (573 lb) (sin procesar), 220 kilogramos (485 lb) por 5 repeticiones (raw)
- Prensa inclinada con mancuernas: 100 kilogramos (220 lb) por mano para 7 repeticiones, 90 kilogramos (198 lb) por mano para 10 repeticiones
- Prensa de hombros con mancuernas: 60 kilogramos (132 lb) por mano para 40 repeticiones

## En otros medios
Hall tiene un canal de YouTube, Eddie Hall The Beast, que tiene videos de comentarios de hombres fuertes, entrenamiento, desafíos de acondicionamiento físico y comida, y vlogs.
Hall también es uno de los cuatro hombres fuertes que aparecen en la serie de History Channel, The Strongest Man in History, que se estrenó el 10 de julio de 2019.

## Filmografía

### Películas
| Año  | Título                        | Papel         | Notas                                |
| ---- | ----------------------------- | ------------- | ------------------------------------ |
| 2015 | Eddie: Strongman              | Él mismo      |                                      |
| 2017 | Transformers: The Last Knight | Saxon Warrior | Sin acreditar                        |
| 2017 | Born Strong                   | Él mismo      |                                      |
| 2020 | How to be Behzinga            | Él mismo      | Serie de YouTube Premium, 1 episodio |
| 2023 | Expend4bles                   | Bravucón      |                                      |

### Televisión
| Año       | Título                               | Papel                 | Notas                |
| --------- | ------------------------------------ | --------------------- | -------------------- |
| 2012–2019 | El hombre mas fuerte del mundo       | Él mismo – Competidor |                      |
| 2016      | A League of Their Own                | Él mismo              | Serie 10, Episodio 3 |
| 2016      | Couples Come Dine with Me            | Él mismo              | Serie 3, Episodio 69 |
| 2018      | El cazador                           | Él mismo              | Serie 8, Episodio 4  |
| 2018      | Celebs In Solitary                   | Él mismo              | 1 serie              |
| 2018      | Eddie Eats America                   | Él mismo              | 1 serie              |
| 2019      | The Strongest Man in History         | Él mismo              | 1 serie              |
| 2020      | Eddie Eats Christmas                 | Él mismo              | 1 serie              |
| 2022      | Eddie Hall: The Beast v The Mountain |                       |                      |